# Cyphophthalmi
Los cifoftalmos (Cyphophthalmi) son un suborden de Opiliones que comprende 6 familias, 40 géneros y más de 200 especies. Las seis familias se encuentran repartidas en tres infraórdenes, Boreophthalmi, Scopulophthalmi y Sternophthalmi.
Se encuentran en Europa, América, África y Oceanía, habitando cuevas u hojarasca; poseen una escasa capacidad de dispersión, por lo cual abundan las especies endémicas.

## Morfología
Los adultos miden entre 1 a 7 mm.  A diferencia que el resto de los opiliones las patas de menor tamaño que el cuerpo, tomando una apariencia muy similar a la de los ácaros. Los cuatro pares de patas para caminar terminan en una garra simple. Son de color café, pudiendo haber excepciones. Tienen un cuerpo muy esclerotizado, teniendo los ocho tergitos de los segmentos abdominales fusionados, pero aun visible la segmentación primitiva. Muchos son ciegos, y se cree que utilizan el olfato para encontrar pareja y comida.
Tienen unos conos sinapomorfos llamados ozóforos, los cuales poseen las características glándulas ozóforas de todos los opiliones. Estos conos se encuentran elevados a los lados del prosoma, de los cuales emanan un desagradable olor cuando se sienten en peligro.
Tienen un gran dimorfismo sexual, con el pene corto, membranoso y sin dividir, siendo esta una característica única de este suborden, y el ovipositor en cambio es del mismo tanto en Cyphophthalmi, Phalangioideae y Caddoidea.

## Sistemática
Este suborden se encuentra muy aceptado y respaldado, al igual que el resto de los subórdenes de opiliones, por estudios morfológicos y moleculares.
- Boreophthalmi Giribet, 2012
  -     - Sironidae Simon, 1879 (10 géneros, 63 especies)
    - Stylocellidae Hanson and Sørenson, 1904 (6 géneros, 41 especies)
- Scopulophthalmi Giribet, 2012
  -     - Pettalidae Shear, 1980 (11 géneros, 80 especies)
- Sternophthalmi Giribet, 2012
  -     - Troglosironidae Shear, 1993 (1 género, 17 especies)

  - Ogoveoidea
    - Neogoveidae Shear, 1980 (11 géneros, 40 especies)
    - Ogoveidae Shear, 1980 (1 género, 3 especies)

## Distribución
Cyphophthalmi es un suborden que se encuentra en todo el mundo, con la excepción de la Antártida. Como no se han encontrado en islas oceánicas, y se cree que no han viajado entre continentes, son un interesante objeto de estudio para la biogeografía. Cada una de las seis familias posee una distribución distinta:
- Stylocellidae se encuentra desde la India hasta Nueva Guinea.
- Ogoveidae se ha encontrado únicamente en el Oeste de África.
- Neogoveidae se posiciona entre Florida y el Ecuador, pero también en el Oeste del ecuador en África
- Pettalidae se encuentra mayoritariamente en América del Sur, al sur de África y Australia (lo que fue el antiguo continente de Gondwana).
- Sironidae se han descrito en su mayoría en la Europa de clima continental y en la costa Oeste de Norteamérica (lo que fue el antiguo continente de Laurasia).
- Troglosironidae está restringido a Nueva Caledonia. Aun cuando se encuentra en la misma zona que Pettalidae, estas familias no tienen una relación cercana.

Colombia es el país que tiene mayor diversidad de Cyphophthalmi entre los países del Sur de América. Esto puede ser reflejo del gran número de ecosistemas encontrados al interior del país.